# Турово (Кашинский район)
Турово — село в Кашинском городском округе Тверской области России.

## География
Село находится на берегу реки Яхрома в 21 км на запад от города Кашина.

## История
В 1834 году в селе была построена каменная Никольская церковь с 3 престолами, метрические книги с 1720 года. 
В конце XIX — начале XX века село входило в состав Кобыльской волости Кашинского уезда Тверской губернии. 
С 1929 года село являлось центром Туровского сельсовета Кашинского района Бежецкого округа Московской области, с 1935 года — в составе Калининской области, с 1994 года — в составе Леушинского сельского округа, с 2005 года — в составе Булатовского сельского поселения, с 2018 года — в составе Кашинского городского округа.

## Население
| 1859 | 1889 | 2002 | 2010 |
| ---- | ---- | ---- | ---- |
| 118  | ↘98  | ↘1   | ↗6   |

## Достопримечательности
В деревне расположена недействующая Церковь Николая Чудотворца (1847).